# Craspedolepta pulchella
Craspedolepta pulchella är en insektsart som först beskrevs av Crawford 1911.  Craspedolepta pulchella ingår i släktet Craspedolepta och familjen rundbladloppor. Inga underarter finns listade i Catalogue of Life.